# Estix
Segons la mitologia grega, l'Estígia o Estix (del grec antic Στύξ, del verb στυγέω, 'odiar'), era una oceànide, la filla gran d'Oceà i Tetis, filla de Gea, segons explica Hesíode a la seva Teogonia; segons Gai Juli Higini va néixer d'Èreb i Nix (les tenebres i la nit). Figura entre les companyes de jocs de Persèfone, segons diuen els Himnes homèrics. D'altres autors, com el Pseudo-Apol·lodor, fins i tot consideren Persèfone filla d'Estix amb Zeus, en lloc de considerar-la filla de Demèter, i afirmen que sempre va ser la deessa de l'infern.
Va tenir quatre fills amb el tità Pal·lant: Nice, Cratos, Bia i Zelos (la victòria, el poder, la força i el zel). A aquesta llista Higini afegeix el monstre Escil·la. Pausànias afirma que també va ser mare d'Equidna amb Peiras o Piras. Un dels fills també atribuïts a Estix és Ascàlaf.
Durant la Titanomàquia (o guerra dels olímpics amb els titans) Estix va seguir el consell del seu pare i va ser la primera entre els immortals a oferir el seu ajut a Zeus. Com a recompensa, aquest la va omplir d'honors, va rebre els seus fills en el seu seguici i va fer que el seu nom fos sagrat. Estix era la personificació d'un dels rius de l'Hades, de l'infern grec, però també rebia aquest nom una font que hi havia a la regió grega d'Arcàdia, prop de Nonacris. Aquesta font perdia la seva aigua sota terra i es deia que acabava alimentant el riu infernal que també rebia aquest nom. S'atribuïen a l'aigua d'aquesta font propietats màgiques i perjudicials per als éssers vius: enverinava homes i animals, esquerdava el ferro i altres metalls, també la terrissa dels atuells amb què es recollia l'aigua; tanmateix no tenia efectes en les peülles dels cavalls. Pausànias, a més, ens explica que era possible que Alexandre el Gran fos enverinat amb l'aigua d'aquesta font. També l'aigua del riu infernal tenia propietats màgiques.
La nereida Tetis va submergir el seu fill Aquil·les a les aigües del riu infernal per fer-lo invulnerable i ho va aconseguir menys per la part del taló que era per on la nimfa subjectava el seu fill. Els déus invocaven el nom d'Estix per fer els juraments més solemnes. Quan un déu o una deessa juraven pel seu nom, Iris omplia una copa d'or amb la seva aigua perquè fos testimoni del jurament. Qui cometés perjuri bevia aquesta aigua, perdia la veu i la respiració durant un Gran Any, és a dir, nou anys, i era exclòs durant nou anys més de les reunions i banquets dels déus. Zeus va jurar per l'aigua de l'Estix que li concediria a la seva amant Sèmele el que ella li demanés sabent que això li costaria la vida a ella i així va ser. El mateix li va passar a Hèlios amb el seu fill Faetont. A més del riu Estix, el riu de l'odi, l'Hades era recorregut per altres rius: l'Aqueront, el riu de la tristesa, el Còcit, el riu de les lamentacions el Flegetont, el riu de foc. L'indret on confluïen aquests rius rebia el nom de llacuna Estix. Caront, el barquer que transportava les ànimes cap a l'interior de l'Hades, la creuava regularment amb la seva càrrega d'ànimes fins a l'altre costat on Cèrber vigilava que no entressin altra cosa que ànimes i que no en sortís cap.

## Cites sobre Estix, com a testimoni de juraments
- Ovidi, Metamorfosis Arxivat 2008-12-05 a Wayback Machine., III, 259-309. Traducció de Ferran Aguilera
- Ovidi, Metamorfosis[Enllaç no actiu], II, 1 - 339 (pàgina 9)